# Santi di Tito
Santi di Tito (5 de dezembro de 1536 — 25 de julho de 1603) foi um pintor italiano do final do Maneirismo e começo do Barroco, época que é, muitas vezes, chamada de Contra-Maniera. 
Nascido em Borgo San Sepolcro, na Toscana. Alguns acreditam que tenha estudado com Bronzino ou Baccio Bandinelli. De 1558 a 564, trabalhou em Roma em afrescos no Palazzo Salviati e na Grande Sala do Belvedere do Vaticano, junto com Giovanni de' Vecchi e Niccolò Circignani. 
Tinha um traço clássico, bem diferente das obras ornamentadas de Federico Zuccari, Taddeo Zuccari, Vasari, Alessandro Allori ou Bronzino. Entre seus alunos estava Cigoli.